# Билли-лжец (фильм)
«Билли-лжец» (англ. Billy Liar) — британский комедийно-драматический фильм, снятый режиссёром Джоном Шлезингером по сценарию Кита Уотерхауса и Уиллиса Холла, основанном на одноимённом романе Уотерхауса. Главные роли в картине исполняют Том Кортни и Джули Кристи.
Фильм снят одним из ключевых представителей Британской новой волны. Он получил шесть номинаций на премию BAFTA, а также входит в список «100 лучших британских фильмов за сто лет» по версии Британского института киноискусства.

## Сюжет
Билли Фишер живёт в Йоркшире с родителями и бабушкой, и работает в похоронном бюро под руководством строгого мистера Шэдрака. Билли хочет освободиться от своей душной работы и семейной жизни. Чтобы избежать скуки от унылого бытия, он постоянно мечтает и фантазирует, часто изображая себя в качестве правителя и героя войны воображаемой страны под названием «Амброзия». Он также сочиняет небылицы о себе и своей семье, за что получил прозвище «Билли-лжец».

## Актёрский состав
- Том Кортни — Билли Фишер
- Уилфред Пиклз — Джеффри Фишер
- Мона Уошборн — Элис Фишер
- Этель Гриффис — Флоренс, бабушка Билли
- Финлей Карри — Даксбери
- Гвендолин Уоттс — Рита
- Хелен Фрейзер — Барбара
- Джули Кристи — Лиз
- Леонард Росситер — Эмманюэл Шедрак
- Родни Бьюэз — Артур Крэбтри
- Джордж Иннес — Стэмп
- Лесли Рэндалл — Дэнни Бун
- Патрик Барр — инспектор Макдональд
- Эрнест Кларк — тюремный надзиратель

## Принятие

### Отзывы критиков
Фильм получил положительные отзывы критиков. На интернет-агрегаторе Rotten Tomatoes он имеет рейтинг 100% на основе 15 рецензий. Metacritic дал фильму 82 балла из 100 возможных на основе 5 рецензий, что соответствует статусу «всеобщее признание»

### Награды и номинации
| Ассоциация                 | Год  | Категория                                                             | Номинант(-ы)               | Результат |
| -------------------------- | ---- | --------------------------------------------------------------------- | -------------------------- | --------- |
| BAFTA                      | 1964 | Лучший фильм                                                          | «Билли-лжец»               | Номинация |
| BAFTA                      | 1964 | Лучший британский фильм                                               | «Билли-лжец»               | Номинация |
| BAFTA                      | 1964 | Лучший британский актёр                                               | Том Кортни                 | Номинация |
| BAFTA                      | 1964 | Лучшая британская актриса                                             | Джули Кристи               | Номинация |
| BAFTA                      | 1964 | Лучший сценарий для британского фильма                                | Кит Уотерхаус, Уиллис Холл | Номинация |
| BAFTA                      | 1964 | Лучшая операторская работа для британского фильма — чёрно-белый фильм | Деннис Куп                 | Номинация |
| Венецианский кинофестиваль | 1963 | Золотой лев                                                           | Джон Шлензингер            | Номинация |